# 마리사 알라시오
마리사 알라시오(Marisa Allasio, 1936년 7월 14일 ~ )는 1950년대에 활동한 이탈리아의 전직 배우이다. 연기 생활을 하는 동안에는 섹스 심벌 배우로 각인되었다. 1958년 비토리오 에마누엘레 3세와 몬테네그로의 엘레나의 장자인 베르골로(Bergolo)의 피에르 프란체스코 칼비(Pier Francesco Calvi) 백작과 결혼하면서 연기를 그만 뒀다. 백작과 슬하에 두 자녀를 뒀다.